# Cyrtopodion spinicaudum
Cyrtopodion spinicaudum är en ödleart som beskrevs av  Strauch 1887. Cyrtopodion spinicaudum ingår i släktet Cyrtopodion och familjen geckoödlor. Inga underarter finns listade i Catalogue of Life.